# Venerabile Arciconfraternita della Misericordia di Livorno
La Venerabile Arciconfraternita della Misericordia di Livorno è una associazione laicale di volontari di ispirazione cristiana cattolica romana, fondata nel 1595 per l'esercizio e la realizzazione delle opere di Misericordia, spirituali e materiali, soccorrendo ai bisogni della popolazione (assistenza sanitaria, sepoltura per i derelitti, assistenza materiale e spirituale ai poveri e ai carcerati, assistenza ed educazione alle donne ed ai fanciulli abbandonati).

## Le origini
La sera del 9 aprile del 1595, cinque livornesi (Paolo di Valerio Baroni, poi divenuto primo Governatore dell'associazione, Lorenzo di Agostino Falleri, successivamente eletto Provveditore della Confraternita, Vincenzo di Domenico Bonazzini, Domenico di Pellegrino e Lorenzo di Pietro Todini) si erano riuniti nell'osteria di don Antonio d'Austria, presso l'antica Porta Colonnella in via Grande, per discutere di un increscioso episodio accaduto in quei giorni. Per la via pubblica erano rimaste esposte ed abbandonate le povere spoglie di un mendicante senza che nessuno si fosse interessato a raccoglierle pietosamente d a darne onorevole sepoltura.
Fu così deciso che in un consesso civile necessitasse la presenza di un'organizzazione volontaria di cittadini che soccorresse anche a tali necessità e venne allora fondata una "Compagnia della Misericordia", ispirandosi all'antico pio sodalizio fiorentino.
Il 19 aprile 1595 fu così ufficialmente istituita la nuova Confraternita livornese con la celebrazione di una messa solenne nel nuovo Duomo cittadino a cui seguì la prima uscita in processione dei confratelli alla presenza degli stessi granduchi di Toscana, delle autorità e di una numerosa partecipazione di popolo.
Per l'occasione i granduchi furono designati protettori della nuova compagnia di carità.
La sua organizzazione, rimasta sostanzialmente immutata nei secoli, prevede l'istituzione del "Magistrato", organo collegiale deliberante della vita amministrativa dell'associazione, composto dal Governatore (con funzioni di presidente), Correttore spirituale (Cappellano Maggiore), i due "Magnifici Capitani" (intimi consiglieri e vicari del governatore), il Cancelliere (notaio e segretario), il Provveditore (esecutore materiale delle decisioni adottate), il Camarlingo (tesoriere) e dagli altri "Conservatori" rappresentati da sei Maestri dei novizi e da due sagrestani.
Presto l'associazione livornese chiese di essere aggregata a quella fiorentina perché "...li faccino gratia di aggregargli, et accettargli per filli et minimi fratelli della loro Veneranda Confraternita, dandoli per cara limosina tutti quei privilegiati altissimi tesori di tante e tante Indulgenze concesseli da i Santi Pontefici..., bramando ardentissimamente non solo del nome di Misericordia imitarli, et seguirli, ma in ogni altra loro laudabile azione...".
Questo documento fu rogato con atto pubblico dal notaio ser Pietro Paccenti il 29 giugno 1595, quando la consorella fiorentina gli concesse i propri Statuti, i Regolamenti e l'emblema della Misericordia.
Analogamente, nel 1599 la Misericordia di Livorno si affiliò anche all'Arciconfraternita di San Giovanni Decollato della Nazione Fiorentina di Roma, adottandole lo stemma rappresentato da una croce latina rossa con i bracci gigliati, affiancata dalle lettere F e M in stile gotico (Fraternitas Misericordiae), ove sotto è raffigurata la testa di San Giovanni Battista, decollata e posta in un bacile.
Nell'occasione San Giovanni decollato divenne il patrono della Confraternita ed è ancora ricordato nella ricorrenza del 29 agosto di ogni anno.

## I secoli XVII e XVIII
Il granduca Ferdinando I de' Medici, interessato alle attività meritoria della nuova Confraternita, fece costruire a proprie spese una chiesa con stanze annesse a disposizione dei Fratelli.
Ben presto l'istituzione livornese divenne famosa ed apprezzata; numerosi furono i personaggi che vi si iscrissero, in particolare i papi Clemente VIII e Benedetto XIV, molti inglesi di fede cattolica residenti in Toscana, tra cui Robert Dudley, duca di Warwick, fuggito dalle persecuzioni anglicane della sua patria e divenuto illustre ammiraglio della flotta granducale, il capitano Robert Thorton, esploratore per conto di Ferdinando I delle coste sudamericane del Rio delle Amazzoni, dell'Orinoco e di Trinidad, il duca Carlo di Lorena, l'ammiraglio Inghirami, prode comandante dei cavalieri dell'Ordine di Santo Stefano Papa e Martire, Francesco Bianchi, primo console francese in Livorno e molti altri come documentano i Libri dei Provveditori, conservati presso l'Archivio di Stato locale.
I granduchi, quali protettori, parteciparono frequentemente alle manifestazioni ed alla vita dell'associazione con numerose visite e donando denaro e arredi sacri per il culto. Ferdinando I per assicurare alla Misericordia livornese una sussistenza, dispose nel 1598 che tutti i calafati stranieri pagassero una tassa una tantum di 7 lire toscane, privilegio di nuovo confermato nel 1622 da Cosimo II de' Medici.
La notorietà dell'azione caritatevole della confraternita superò rapidamente i confini cittadini e numerose analoghe congregazioni di carità chiesero ed ottennero di esserne aggregate: Portoferraio nel 1620, Cascina nel 1627, Empoli nel 1631, fino a quelle di Marsiglia, che dal 1615 si obbligò ad inviare annualmente un cero di tre libbre in segno di devozione, e di Nizza che fu aiutata nell'approvvigionamento di farina alla popolazione nizzarda in occasione di una grave carestia.
L'attività assistenziale, iniziata con il trasporto dei malati, feriti e defunti, si estese nel corso degli anni anche ad altri settori.
Nel 1606 fu aperto a spese della Confraternita un asilo per i poveri, nel 1610 un ospedale per mendicanti e pellegrini (Spedale dello Spirito Santo), gestito con l'ausilio dei Barnabiti da poco stabilitisi in città. Nell'occasione ed in rispetto di questa famiglia religiosa il Governatore della Confraternita assunse il titolo di "Preposto" ed il privilegio di portare una cappa di raso verde e nero. Nella via Grande, in alcuni stanzoni ove era il laboratorio delle pietre dure poi trasferito a Firenze, fu dapprima aperto un ricovero per le povere ammalate e poi, nel 1639, ampliatosi per concessione granducale, vi fu aperto lo "Spedale di Santa Barbara", adiacente all'omonima chiesa, allora di proprietà della Confraternita dei Bombardieri.
Nel maggio 1677, nell'attuale via dei Cavalieri, fu aperta la "Ruota dei gettatelli", istituzione per raccogliere i bambini abbandonati da trasferire all'orfanotrofio di Pisa e, successivamente, un ospizio per donne musulmane e di strada per la loro educazione, assistenza e mantenimento con lo scopo di avviarle ad una vita più sicura e dignitosa.
La Confraternita di interessò anche dell'assistenza dei carcerati e dei condannati alla pena capitale, finanziando il servizio di carità con pubbliche questue. Per l'occasione fu istituito il collegio dei "Buonomini di carità", deputato alla educazione religiosa, morale e il mantenimento materiale dei condannati e partecipando al pietoso compito di accompagnarli con i "Fratelli Confortatori" in processione nel loro ultimo viaggio al supplizio con il noto "Crocifisso dei giustiziati". L'ultimo servizio per un condannato fu effettuato il 9 aprile 1854, data dell'ultima esecuzione capitale a Livorno.
Nel 1680 Cosimo III de' Medici autorizzò la tumulazione dei giustiziati nel cortile interno della chiesa della Confraternita per permettere ai fratelli della Misericordia di officiare più frequentemente Messe in loro suffragio.
I fratelli ebbero in concessione anche un proprio sepolcro sotto il primo altare a sinistra entrando nel Duomo (scomparso con le distruzioni belliche), donato dal cavaliere Biagio Pignatta, ciambellano di Ferdinando I.
In occasione dei gravi fatti che funestarono la nuova città di Livorno, i volontari della Confraternita si prodigarono fino allo stremo per portare aiuti alla popolazione. Fu il caso della grave pestilenza del 1630, quando molti di essi perirono colpiti dal morbo in occasione dell'assistenza e del trasporto dei malati ai lazzeretti e nel portare il vitto ai cittadini obbligati per motivi sanitari a rimanere isolati nelle proprie case.
Dopo il terribile terremoto del 1640 la Confraternita in segno di ringraziamento per il pericolo scampato dalla città, istituì il pellegrinaggio alla Madonna di Montenero nel "sabato in Albis" con la prima processione di 115 volontari il 7 aprile 1646, incuranti della fitta pioggia che li accompagnò fino al pomeriggio, quando vennero rifocillati dai padri del santuario. Nell'occasione, fu donata al santuario della Madonna una pregevole statua in argento, raffigurante la Misericordia che ringraziava la Madre di Dio per la cessazione della peste in città. Alla sua base vi era incisa la dedica "Insigni Beneficio Deiparae Virginis Montis Nigri sedata peste anno MDCXXXI Liburni atrociter grassante in gratiarum actionem Misericordiae Confratres D. D. A MDCXXXII. La statua fu poi trafugata dai francesi durante l'occupazione del 1799.
Nel 1780 fu data in permuta dalla "Compagnia di S. Barbara dei Bombardieri" la chiesa posta in via Grande e la nuova sede che comprendeva l'intero isolato lasciato libero dal già esistente ospedale femminile della confraternita.
Con le soppressioni di Pietro Leopoldo del 1786-1790 tutte le confraternite laicali scomparvero. Tuttavia non fu disconosciuta la sua attività meritoria e le fu permesso di continuare ad esercitare in città i trasporti degli infermi e dei defunti.

## Il secolo XIX

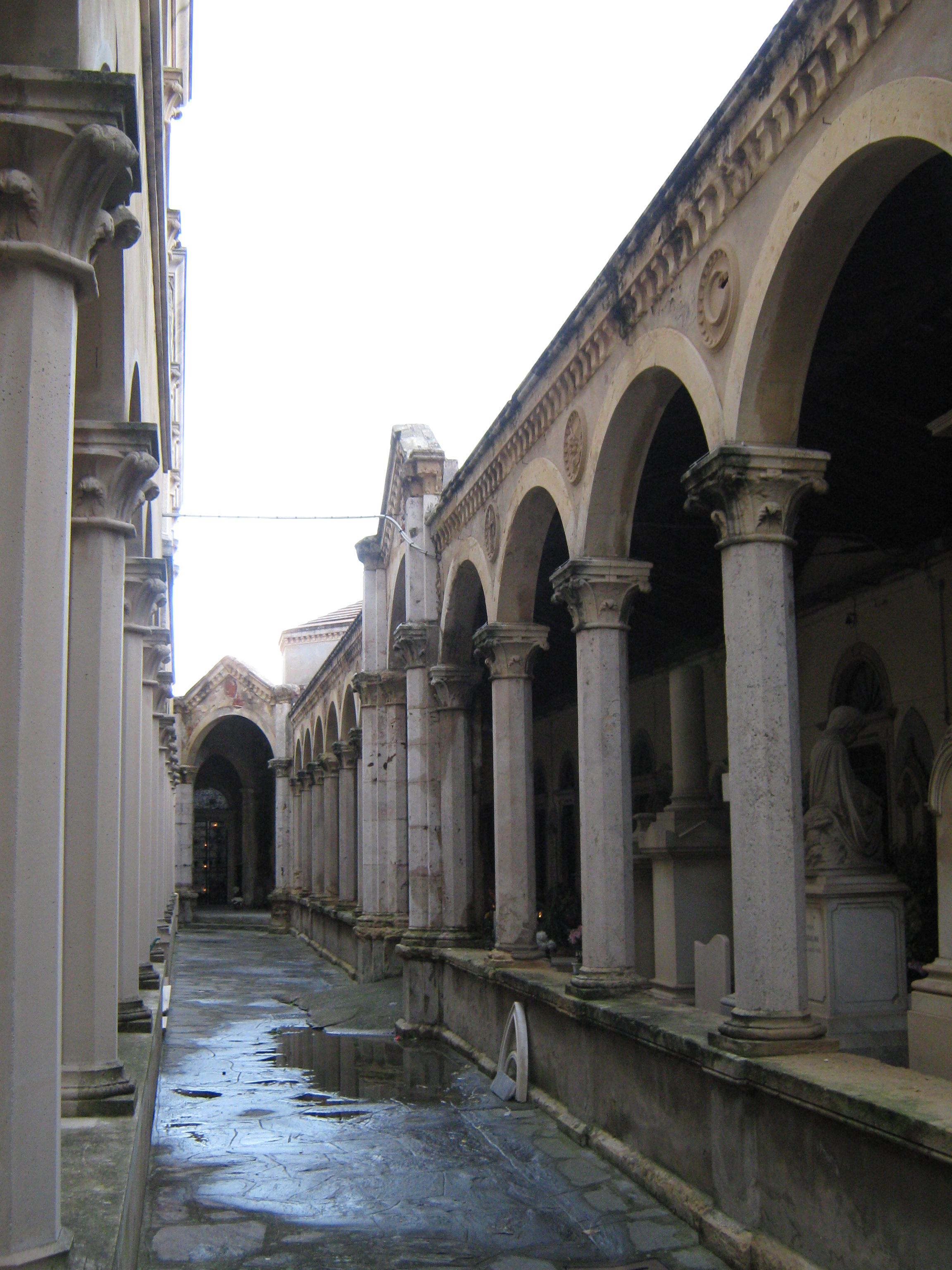
Cimitero della Misericordia

Con le soppressioni leopoldine e l'espropriazione di molte sue proprietà per le attività assistenziali e filantropiche (ospedali, asili e ricoveri), la Misericordia di Livorno, privata di gran parte delle sue rendite, si trovò in gravi difficoltà economiche.
Frattanto, nel 1806 con la costituzione della Diocesi livornese, anche la Misericordia di Livorno fu elevata con bolla papale a "Venerabile Arciconfraternita" ed il suo stemma sormpntato da una corona.
La riforma dei suoi Statuti, con l'approvazione dello stesso granduca con rescritto del 14 giugno 1825, dette nuovo impulso alle attività assistenziali, procurando nuove entrate. Al fine di tenere continuamente aggiornata la fratellanza dell'associazione ai progressi della scienza medica per assistere meglio i soccorsi, l'Arciconfraternita sottoscrisse, con l'approvazione del Governatore della città, una convenzione l'8 dicembre 1824 con la Società Medica di Livorno.
Varie e numerose furono le espressioni di aiuto e solidarietà alla popolazione che fu colpita dalle epidemie di colera negli anni 1835-37 e 1854-55, tanto che il nuovo governo italiano con Decreto reale del 2 maggio 1869 attestava con la concessione di una medaglia d'oro all'Arciconfraternita la benemerenza per la "..pubblica salute in testimonianza di ammirazione e gratitudine per quanto operò durante il cholera del comune di Livorno, provincia di Livorno.." con autorizzazione di fregiarsene pubblicamente.
I confratelli parteciparono attivamente anche agli episodi risorgimentali. Nel 1848 il preposto dell'Arciconfraternita, Alessandro Malenchini, fratello del più noto comandante dei volontari livornesi che parteciparono all'impresa dei Mille in Sicilia, inviò a nome della Misericordia di Livorno 3.157 lire toscane al Comune di Venezia per sovvenzionarne la resistenza contro l'assedio austriaco.
Durante le giornate del 10 e 11 maggio 1849 con la occupazione austriaca della città, i confratelli continuarono la loro opera di soccorso trasportando per le vie deserte oltre 90 feriti e morti, effettuando circa 120 servizi. Ben presto anche le forze occupanti richiesero i soccorsi della Misericordia per i propri militari feriti, malati o deceduti, per i quali furono effettuati oltre 300 trasferimenti di soldati tra l'ospedale, la stazione San Marco per il rimpatrio o il cimitero dei Lupi.
Anche l'istituzione livornese ebbe comunque le sue vittime durante il Risorgimento.
Negli scontri del 1849 cadde il confratello Angiolo Bucalossi di 25 anni che, rimasto ferito, venne finito a baionettate dalle truppe austriache e gettato in una fossa presso la Porta a Mare.
Con lo spirare del secolo la Misericordia di Livorno continuò ad esercitare le proprie attività assistenziali, condivise con la nascente Società Volontaria di Soccorso.
Nell'estate del 1893 cominciò a presidiare il punto di pronto soccorso presso l'ippodromo dell'Ardenza.

## Dal secolo XX ai giorni nostri

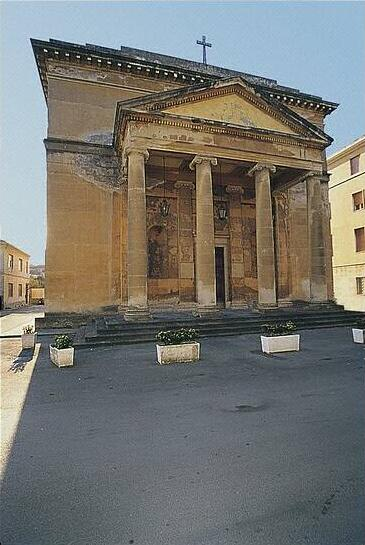
Ex chiesa anglicana, ora della Misericordia

Nel 1900 entra a fare parte della "Confederazione Nazionale delle Misericordie"  e nel settembre del 1904 fu tenuto proprio a Livorno, nella sala del Casino San Marco, il Quinto Congresso della Federazione delle Misericordie, aperto dal prof. Licurgo Cappelletti.
Nel 1911 in occasione della nuova epidemia colerica in città, i confratelli della Misericordia affrontarono le prime necessità della popolazione con i fondi dell'associazione, frattanto divenuta per legge "Istituzione Pubblica di Assistenza e Beneficenza" (legge Crispi n. 6972 del 1890). Dall'8 luglio al 14 settembre 1911 furono effettuati ben 2040 servizi.
Ma le squadre di volontari dell'associazione si distinsero anche fuori Livorno, organizzando operazioni di soccorso alle popolazioni lontane colpite da calamità (terremoto di Messina del 1908). Nello stesso anno la Misericordia di Livorno contribuì economicamente alla fondazione di una Confraternita a Bengasi, pagando per la guerra anche in termini di vite umane (lapidi in memoria al Camposanto).
Con la guerra di Libia furono effettuati numerosi servizi per il trasferimento dei militari feriti che, sbarcati dalle navi-ospedale, venivano condotti alla stazione per il rimpatrio.
A seguito di una sottoscrizione cittadina l'Arciconfraternita nel 1913 poté acquistare la prima autoambulanza, una Fiat mod. 1906 (chiamata "la Teresona") sostituendola alle ormai superate lettighe a mano di cui ne rimane ancora testimonianza presso la sua sede una restaurata (detta "il Pallino").
Con la prima guerra mondiale i trasporti in ambulanza per il soccorso dei militari cominciarono il 25 giugno 1915, effettuando per tutto il periodo bellico 11.898 trasporti per soccorrere 26.898 feriti, oltre i servizi collaterali di trasferimento agli ospedali per cure e terapie. La città divenne anche sede del Comando di tappa dell'esercito francese con una propria caserma ed ospedale, per i quali la Misericordia provvide ad effettuare servizi anche per tali truppe e quelle coloniali.
Nel 1915 fu costituito il "Gruppo ciclistico", sostituito nel 1930 da quello motociclistico per soccorrere più rapidamente la cittadinanza, costituito da moto dotate di sidecar arredati con una lettiga per il trasporto dei feriti e dei malati (di cui rimane ancora una moto Guzzi con lettiga ancora di proprietà dell'associazione).
Da ricordare gli interventi a seguito dei luttuosi avvenimenti accaduti nel 1918 con l'esplosione della nave "Etruria", che provocò molti feriti in città, e del 1919 con la disastrosa piena dell'Arno le cui acque invasero la piana pisana fino a Stagno. I volontari della pia istituzione anche in questo caso, con una propria barca portarono aiuti e diversi carichi di alimenti a 125 persone isolate nelle case coloniche.
Nel 1929 fu la volta dei soccorsi alle popolazioni della Garfagnana colpite da un grave sisma e a quella di San Terenzio, presso La Spezia, a seguito dell'esplosione del Forte di Falconara.
La seconda guerra mondiale non risparmiò la città di Livorno e quindi neanche la sede storica dell'Arciconfraternita, con la necessità di trasferire di conseguenza tutte le attività presso il camposanto; momenti di grave tensione si verificarono quando i confratelli rimasti, avvertiti per tempo dell'arrivo delle truppe tedesche in cerca di materiale e mezzi da requisire, rapidamente smontarono e nascosero nelle soffitte del cimitero i vari pezzi dei veicoli di soccorso e dei carri funebri per renderli inservibili.
Privata della propria sede distrutta dai bombardamenti, l'Arciconfraternita, dopo alcune trattative, ebbe dal governo britannico la chiesa di San Giorgio in via Verdi e i locali e terreni circostanti che la comunità anglicana vi possedeva, oltre la custodia dell'antico e il nuovo cimitero degli inglesi (oggi deprecabilmente lasciati in rovina).  Alla presenza dell'onorevole Giuseppe Togni, di lord Mountbatten, ex viceré dell'India britannica, e di un folto pubblico composto da numerose autorità civili, religiose e militari, il 31 agosto 1958 venne inaugurata la nuova sede di via Verdi.
Nel settembre 1971 nella chiesa restaurata di San Giorgno, fu inaugurato anche il nuovo organo costruito dalla ditta Enrico Giustozzi di Foligno; esso consta di 1100 canne, due tastiere, pedaliera e vari registri, messo in opera dall'ing. Wilfrodo Vanni, già progettista del restauro della chiesa.
Definita la nuova "Cittadella della carità", nei vasti spazi a disposizione furono eretti i ricoveri per gli automezzi e la fratellanza, per le attività ambulatoriali, gli uffici amministrativi.
L'attivo gruppo di Protezione civile costituitosi nel 1985, in sostituzione dello storico O.S.E. (Organizzazione del Servizio di Emergenza) che aveva partecipato ai soccorsi nel Vajont, Belice, Firenze e Friuli, ha continuato a svolgere il proficuo contributo sociale dell'associazione con i suoi interventi di soccorso alle popolazioni dell'Irpinia, Albania, Piemonte, Versilia, Abruzzo e quelli successivi.
Con la costruzione della nuova sezione cimiteriale (Cimitero della Misericordia) vi è stata trasferita dal settembre 2010 la nuova sede legale, rimanendo in via Verdi solo i locali della Fratellanza operativi per il soccorso e la chiesa confraternale.
Dal 2012 l'area di via Verdi è divenuta, peraltro, via d'accesso al vicino parcheggio dell'ex cinema Odeon.
Alla fine del medesimo anno, a causa di difficoltà interne, il consiglio ha votato a favore del commissariamento.

## Festività e ricorrenze celebrate nel XVIII secolo
- 5 gennaio: processione per la ricorrenza della fondazione della chiesa della Fontanella
- 29 gennaio: S. Francesco di Sales; festa all'ospedale di San Ranieri in Venezia nuova
- ultimo giorno di Carnevale: processione notturna del SS. Sacramento dal Duomo
- domenica delle palme: processione con le altre confraternite
- 3 maggio: ricorrenza della benedizione della chiesa della Fontanella con processione ed esposizione
- solennità delle Rogazioni (tre giorni prima dell'Ascensione): processioni fuori dalla città delle confraternite
- Pentecoste: festa all'ospedale di Santa Barbara
- 17 giugno: S.Ranieri; festa all'ospedale della Venezia nuova
- 29 agosto: S.Giovanni decollato; festa della confraternita con doni ai carcerati e processione serale per le esequie dei giustiziati
- 4 dicembre: S: Barbara; festa all'ospedale di Santa Barbara
- 31 dicembre: solennità del Ringraziamento e recitazione del "Te Deum".

## Ospedali, asili, camposanti
- 1601-1790: sepolcro dei confratelli sotto l'altare della Madonna in Duomo, donato da Biagio Pignatta
- 1601-1783: sepolcro dei giustiziati nella sede di via San Francesco
- 1606-1783: asilo notturno per i mendicanti in via San Francesco
- 1610-1790: spedale dello Spirito Santo per il clero presso la sede di via San Francesco
- 1639-1790: spedale femminile di Santa Barbara in via Grande
- 1677-1790: ruota dei bambini abbandonati in via dei Cavalieri (ruota dei gettatelli)
- 1683-1790: spedale di San Tobia per i pellegrini in via Grande al piano terreno
- 1761-1790: spedale dei carcerati in piazza Grande ed infermeria al Bagno dei forzati
- 1778-1790: spedale femminile della SS. Annunziata e di San Ranieri nella Venezia Nuova
- 1778-1806: cappella della Misericordia nel nuovo camposanto di Via dei Condotti (attuale sede vescovile)
- 1843: cimitero della Misericordia nella via Maremmana o del Littorale

## Elenco dei Preposti (Governatori)
- Paolo di Valerio Baroni, 1595
- Piero di Vincenzo Cutini, 1606
- dott. Bernardetto Borromei, 1606
- Francesco Bianchi, 1607, console francese
- Piero Cutini, 1608
- Massimiliano di Alessandro Arrighi di Firenze, 1615
- Claudio Ciuppi di Volterra, 1618
- Mattia Zini, 1620
- Francesco Bianchi, 1621
- Massimiliano Arrighi, 1622
- dott. Cesare Monti, 1626
- Vincenzo Gai, 1627
- Biagio di Francho, 1631
- cav. Niccolò Gori di Firenze, 1633
- cav. Raffaello Rucellai di Firenze, 1634
- Biagio di Francho, 1636
- Tomaso Mainardi, 1637
- Gherardo Consini, 1638
- Lorenzo Bonaccorsi, 1639
- Tommaso Mainardi, 1640
- Girolamo Buieri, 1641
- Pietro Vasari di Firenze, 1642
- Anton Francesco Formigli, 1643
- canon. Vittorio Borgi, 1645
- Piero del Vernaccia di Firenze, 1648
- Anton Francesco Formigli, 1649
- Giovan Francesco Samminiatelli di Firenze, 1656
- Giovanni Cerretani di Firenze, 1657
- Giovan Maria Mosconi, 1658
- Mariano Borgi, Alamanno Arrighi, 1660
- Anton Francesco Formigli, 1662
- Giovanni Buieri, Anton Francesco Formigli, 1665
- Francesco Veneri, 1666
- Giuseppe Rosciano, 1667
- Leopoldo Peruzzi di Firenze, 1668
- Antonio Borgi, 1672
- Cosimo Lacca, 1674
- dott. Sebastiano Pietrasanta, 1676
- Carlo Quaratesi, 1678
- Filippo Limoni, Bernardo Serucci, Giovanni dell'Arso, Giovan Battista Gaffurro, 1679
- Giovan Antonio Forti, 1683
- Domenico Serragli Milanesi, 1685
- Girolamo Quaratesi, 1687
- Giuliano Carlo Nardi, Andrea Benvenuti, 1689
- Domenico Serragli Milanesi, Pietro Paolo Vacca, Paolo Tripaldi, 1690
- Giovan Battista Bonfigli, 1692
- Pietro Paolo Vacca, 1694
- Girolamo Quaratesi,1696
- Pier Antonio Martellini, 1698
- Michel Girolamo Catari, 1704
- Pier Antonio Martellini, 1706
- Girolamo Quaratesi, Giovan Battista Gaffurro, 1708
- Filippo Simoni, 1710
- Agostino Tilli, 1712
- dott. Antonio Mandini, 1717
- Francesco Giovannini, 1724
- marchese Eduardo de Silva, Gherardo Michael Ibaez, 1728
- Giuseppe Maria Franceschi, 1730
- Anton Fabrizio Ruspoli, 1735
- Giuseppe Maria Franceschi, 1736
- Giovanni Pietro Ricci, 1738
- Desiderio Tilli, 1744
- Pietro d'Ibarce, 1755
- Giuliano Ricci, 1757
- cav. Ferdinando Sproni, 1759
- avv. Pietro Diodato Michon, Antonio Paolo Brignole di Genova, 1769
- Pietro Gaetano Bicchierai, 1773
- cav, Giovanni Carlo Giera, 1781
- soppressione della Confraternita, 1785-1790
- cav. Pietro Calamai, 1792-1806
- cav. Ferdinando Sproni, 1815-1831
- comm. Giuseppe Inghirami, 1832
- cav. Ferdinando Sproni, 1835
- Alessandro Malenchini, 1844
- cav. Francesco Cantini, 1849
- conte Federigo De Larderel, 1859
- comm. Tommaso Mangani, 1876
- cav. Stefano Spagna, 1882
- sen. Giuseppe Michele Grixoni, 1883
- cav. Federigo Castelli, 1884
- vacante, 1896-1897
- cav. Pietro Fabris, 1897
- dott. Riccardo Tarrini, 1898
- avv. Carlo Doveri, 1903
- dott. Riccardo Tarrini, 1903
- ing. Guido Vaccari, 1911
- comm. Federico Cordano, 1913
- dott. Gino Chierici, 1924
- commissario prefettizio, 1928
- comm. Nicola Bertagni di nomina prefettizia, 1929-1945
- prof. Vincenzo Razzauti, 1945
- avv. Alberto Berti, 1949
- avv. Aleardo Campana, 1953
- rag. Pierangelo Zari, 1957
- rag. Mario Razzauti, 1976
- dott. Aldo Meini, 1978
- Paolo Lugetti, 1982
- Paolo Rossi, 1993
- Giovanni Mancusi, 2001
- Giovanni Giannone, 2004
- rag. Enrico Della Bella, 2010
- dott. Paolo Padoin - commissario nominato dalla Confederazione Nazionale delle Misericordie d'Italia, 2013
- dott. Domenico Mannino, commissario, 2014

## Organi istituzionali
L'associazione è disciplinata da propri statuti e vari regolamenti interni. Suoi principali organi istituzionali sono:
- il Magistrato, supremo consiglio deliberante costituito dal "Preposto" (Governatore o Presidente), dal Primo e Secondo Capitano (Vicepresidenti), Cancelliere Segretario, Conservatore alle Finanze e Bilancio e da vari Conservatori (consiglieri preposti alle varie attività). La sua composizione attuale è di 14 membri che svolgono, a seguito di elezioni da parte della Fratellanza, il proprio mandato per 4 anni;
- il Collegio dei Probiviri (organo consultivo in materia statutaria, regolamentare e disciplinare). I tre componenti il collegio (Presidente, Vicepresidente e Segretario) sono eletti insieme ai membri del Magistrato;
- il Collegio dei Capi Guardia Attivi (supremo organo collegiale della Fratellanza Attiva);
- il Collegio dei Sindaci Revisori (composto da professionisti esterni);
- l'Assemblea Generale della Fratellanza.

## Servizi attivi
La Misericordia di Livorno statutariamente può svolgere ogni attività sociale e filantropica a favore della cittadinanza. In particolare, ha organizzata la propria struttura operativa per svolgere i servizi di Primo soccorso con propri mezzi e personale, servizi sociali, trasferimenti di pazienti, interventi di Protezione civile, Onoranze funebri e gestione del proprio cimitero.

## Veste storica
La veste storica tradizionale, ancora portata in particolari processioni o manifestazioni pubbliche, prende ispirazione da quella dell'associazione consorella fiorentina. È costituita da una lunga tunica nera fermata in vita da un cordone nero con le nappe (disciplina) a cui viene appeso un rosario a grani neri (corona). Sul tutto una volta era posto un cappuccio nero (buffa) che rendeva il confratello anonimo nel rendere il servizio al prossimo e lo preservava da possibili infezioni o pestilenze. Tale cappuccio non viene più indossato dalla fine del XIX secolo.